# Lily (revista de Bruguera)
Lily fue una revista femenina publicada en España por Editorial Bruguera entre 1970 y 1985, tratándose de uno de los últimos tebeos dirigidos a las jóvenes que tuvo éxito en su mercado. Era su director Jorge Gubern Ribalta.

## Trayectoria editorial
"Lily" vino a ocupar en la línea de tebeos de Bruguera el lugar que habían dejado las fenecidas "Sissi" y "Blanca", hasta tal punto que su primer número fue el 444, continuando así la numeración de la primera de estas revistas, que había publicado su número 443 en 1967.
Durante su primer año de vida, su difusión media alcanzaba los 42.430 ejemplares por número.
En 1976, Bruguera lanzó Super Lily.

## Características
"Lily" tenía formato vertical y 20 páginas, vendiéndose a 5 pesetas. Prescindía de la temática sentimental, que era la que había predominado en los tebeos femeninos que la precedieron, optándose en su lugar por potenciar la acción y el humor. De esta forma, y aparte de secciones de chistes, horóscopo, música, cine y televisión y pasatiempos, contenía las siguientes series, muchas de procedencia inglesa:
| Años      | Números  | Título                                     | Historietas de "continuará" | Autoría                      | Procedencia               |
| --------- | -------- | ------------------------------------------ | --------------------------- | ---------------------------- | ------------------------- |
| 1970-1985 | 444-     | Lily                                       |                             | Roberto Segura               | Nueva                     |
| 1970-     | 444, 445 | Julita                                     |                             |                              | Syndication International |
| 1970-     | 444, 445 | La terrible Fifí                           |                             | Nene Estivill                |                           |
| 1970-     | 444, 445 | Caty, la chica gato                        |                             | Giorgio Giorgetti            | Syndication International |
| 1970-     | 444, 445 | Fina                                       |                             | Reg Parlett                  | Syndication International |
| 1970-     | 444, 445 | Cristina y sus amigas                      |                             | T. Ardanuy/Cuyas             |                           |
| 1970-     | 444, 445 | Los extraordinarios relatos del tío Arthur |                             |                              | Syndication International |
|           |          | Tina y Rosi                                |                             | Isabel Penalva               |                           |
|           |          | Dorita                                     |                             |                              | Syndication International |
| 1974      | 631-     | Esther                                     |                             | Philip Douglas/Purita Campos | Syndication International |
| 1975      |          | Lina                                       | La caravana de la cólera    | Greg/Paul Cuvelier           | Tintín                    |
| 1981      | 1045     | Emma es encantadora                        |                             | Trini Tinturé/Andreu Martín  |                           |
| 1985      |          | Candy Candy                                |                             | Kyōko Mizuki/Yumiko Igarashi | Manga                     |

## Valoración
Tino Regueira sugiere que un éxito tan perenne como el suyo, podría justificarse por el contacto que mantenía con sus lectoras.